# Dinarə Gimatova
Dinarə Gimatova (in russo Динара Гиматова?; Astrachan', 18 novembre 1986) è un'ex ginnasta azera di ginnastica ritmica.
Nel 1996 è entrata a far parte del Team Juniores della Russia; è diventata membro della nazionale dell'Azerbaijan nel 2002.
Si è ritirata nel 2012.

## Palmarès
- 1996 2º posto ai Campionati Nazionali russi
- 2001 1º posto ai Campionati Nazionali russi
- 2003 8º posto nel concorso generale ai Campionati Mondiali di Budapest
- 2005 9º posto nel concorso generale ai Campionati Mondiali di Baku
- 2007 7º posto ai Campionati Europei di Baku
- 2007 3º posto (classifica per nazioni) ai Campionati Mondiali di Patrasso
- 2008 11º posto ai Campionati Europei di Torino
- 2008 11º posto alle Olimpiadi di Pechino